# 다카라즈카 가극단 53기생
다카라즈카 가극단 53기생은 1965년에 다카라즈카 음악학교에 입학, 1967년에 졸업, 같은 해 다카라즈카 가극단에 입단하여 『세계는 하나』로 초무대를 밟은 54명을 가리킨다.

## 주요 학생
- 코마츠 미호 - 전 츠키구미 톱여역
- 무로마치 아카네 - 전 하나구미 스타. 퇴단 후에는 안무가로 활동
- 아이 에리나 - 전 전과 스타, 퇴단 후에는 안무가로 활동
- 아스카 미야코 - 전 하나구미 스타, 후에 전과로 이동
- 키요즈키 테루 - 전 하나구미 양역 스타, 이케다 은행 초대 이미지 걸, 재단 중 항공사고로 사망.
- 유미 치아키 - 퇴단 후, 본명 마에노 요코로 이름을 바꾸고 가수로 활동하였고, 릿키 & 960 파운드, 페드로 & 카프리셔스 (초대 보컬)로 한 시대를 풍미
- 미노 유타카 - 전 전과 스타 하츠카제 미도리의 숙모

## 일람
| 예명                 | 생일      | 출신지                  | 출신학교                    | 예명의 유래                     | 애칭               | 역할 | 퇴단년도 | 비고 |
| -------------------- | --------- | ----------------------- | --------------------------- | ------------------------------- | ------------------ | ---- | -------- | --- |
| 藍えりな             | 8월 21일  | 효고현 이타미시         | 소노다 학원                 | 가족이 고안                     | 요시코짱           | 여역 | 1987년   | 다카라즈카 가극단 안무가 아이 에리나 (藍エリナ) |
| 아이 에리나          | 8월 21일  | 효고현 이타미시         | 소노다 학원                 | 가족이 고안                     | 요시코짱           | 여역 | 1987년   | 다카라즈카 가극단 안무가 아이 에리나 (藍エリナ) |
| 明空瑠美             | 8월 2일   | 오사카부                | 바이카 학원                 | 본명                            | 루미코             |      | 1970년   | |
| 아케조라 루미        | 8월 2일   | 오사카부                | 바이카 학원                 | 본명                            | 루미코             |      | 1970년   | |
| 亜沙かおり           | 2월 21일  | 카나가와현              | 페리스 여학원               | 자신이 고안                     | 모로, 토코짱       |      | 1971년   | 현재 이름 야마노우치 토시코. 남편 야마노우치 미츠오와 다방 경영・트럭 운전사 등을 거쳐 에바라 교통 주식회사 택시 운전사. 2016년 3월 21일, 닛테레 『샤베쿠리007×1분간의 깊은 이야기 『여자가 동경하는 여성』합체SP!』에 출연함. |
| 아사 카오리          | 2월 21일  | 카나가와현              | 페리스 여학원               | 자신이 고안                     | 모로, 토코짱       |      | 1971년   | 현재 이름 야마노우치 토시코. 남편 야마노우치 미츠오와 다방 경영・트럭 운전사 등을 거쳐 에바라 교통 주식회사 택시 운전사. 2016년 3월 21일, 닛테레 『샤베쿠리007×1분간의 깊은 이야기 『여자가 동경하는 여성』합체SP!』에 출연함. |
| 麻樹こずえ           | 1월 21일  | 효고현 고베시 이쿠타구  | 신와 학원                   | 가족이 고안                     | 코즈에짱, 오사루짱 |      | 1976년   | |
| 아사기 코즈에        | 1월 21일  | 효고현 고베시 이쿠타구  | 신와 학원                   | 가족이 고안                     | 코즈에짱, 오사루짱 |      | 1976년   | |
| 浅桐万紀子           | 11월 23일 | 도쿄도                  | 다이토 학원                 | 어머니가 명명                   | 치-짱, 치즈코짱    |      | 1968년   | |
| 아사기리 마키코      | 11월 23일 | 도쿄도                  | 다이토 학원                 | 어머니가 명명                   | 치-짱, 치즈코짱    |      | 1968년   | |
| 芦原みか             | 6월 6일   | 쿠마모토현              | 쇼케이 학원                 | 가족이 고안                     | 료코               |      | 1972년   | |
| 아시와라 미카        | 6월 6일   | 쿠마모토현              | 쇼케이 학원                 | 가족이 고안                     | 료코               |      | 1972년   | |
| 明日香みやこ         | 2월 27일  | 효고현 고베시           | 아시야 여자학원             | 만요슈                          | 마이티, 밧샨       | 남역 | 1987년   | 아스카 미야코 (明日香都)로 개명. 아버지 성악가 코하시 키요시 (小橋潔) 가수 |
| 아스카 미야코        | 2월 27일  | 효고현 고베시           | 아시야 여자학원             | 만요슈                          | 마이티, 밧샨       | 남역 | 1987년   | 아스카 미야코 (明日香都)로 개명. 아버지 성악가 코하시 키요시 (小橋潔) 가수 |
| 梓千代子             | 8월 26일  | 아이치현                | 아이치슈쿠토쿠학원          | 좋아하는 글자를 합침            | 나카짱, 메다카     |      | 1971년   | 딸 아유라 카오 (80) |
| 아즈사 치요코        | 8월 26일  | 아이치현                | 아이치슈쿠토쿠학원          | 좋아하는 글자를 합침            | 나카짱, 메다카     |      | 1971년   | 딸 아유라 카오 (80) |
| 幾代ひかる           | 6월 27일  | 도쿄도                  |                             | 본명                            | 오쟈가             |      | 1974년   | |
| 이쿠요 히카루        | 6월 27일  | 도쿄도                  |                             | 본명                            | 오쟈가             |      | 1974년   | |
| 斎美緒               | 7월 13일  | 도쿄도                  | 카와무라 학원               | 언니가 명명                     | 키-탄              |      | 1973년   | |
| 이츠키 미오          | 7월 13일  | 도쿄도                  | 카와무라 학원               | 언니가 명명                     | 키-탄              |      | 1973년   | |
| 伊吹弥生             | 2월 11일  | 오사카부                | 쇼인고등학교                | 이부키산                        | 와카짱             |      | 1973년   | 이부키 노보루 (伊吹のぼる)로 개명 |
| 이부키 야요이        | 2월 11일  | 오사카부                | 쇼인고등학교                | 이부키산                        | 와카짱             |      | 1973년   | 이부키 노보루 (伊吹のぼる)로 개명 |
| 浦路夏子             | 7월 6일   | 도쿄도                  | 츠루미여자학원              | 어머니와 고안                   | 쿠니짱, 쿠니코     |      | 1977년   | 코프 고베 재즈 댄스 강사 |
| 우라지 나츠코        | 7월 6일   | 도쿄도                  | 츠루미여자학원              | 어머니와 고안                   | 쿠니짱, 쿠니코     |      | 1977년   | 코프 고베 재즈 댄스 강사 |
| 麗美花               | 5월 27일  | 오사카부 이즈미오오츠시 | 시텐노지가쿠엔중학교        | 좋아하는 글자를 합침            | 밋코짱, 토마토짱   |      | 1976년   | |
| 우라라 미카          | 5월 27일  | 오사카부 이즈미오오츠시 | 시텐노지가쿠엔중학교        | 좋아하는 글자를 합침            | 밋코짱, 토마토짱   |      | 1976년   | |
| 鳳三千代             | 4월 29일  | 카고시마현              | 코료중학교                  | 존경하는 선생님이 명명          | 오키리             |      | 1969년   | 언니 우시오 요코 (47) 동생 나기사 카오루 (55) |
| 오오토리 미치요      | 4월 29일  | 카고시마현              | 코료중학교                  | 존경하는 선생님이 명명          | 오키리             |      | 1969년   | 언니 우시오 요코 (47) 동생 나기사 카오루 (55) |
| 織江みち             | 1월 18일  | 오사카부                | 신아이여학원                | 본명                            | 바타짱             |      | 1969년   | |
| 오리에 미치          | 1월 18일  | 오사카부                | 신아이여학원                | 본명                            | 바타짱             |      | 1969년   | |
| 清月輝               | 9월 23일  | 와카야마현              | 와카야마현립 세이린고등학교 | 존경하는 선생님이 명명          | 시쇼, 쵸우코       | 둘다 | 1970년   | 재단 중 항공기 추락사고로 사망 |
| 키요즈키 테루        | 9월 23일  | 와카야마현              | 와카야마현립 세이린고등학교 | 존경하는 선생님이 명명          | 시쇼, 쵸우코       | 둘다 | 1970년   | 재단 중 항공기 추락사고로 사망 |
| 湖上えりか           | 1월 3일   | 도쿄도                  | 치요다학원                  | 가족이 고안                     | 오마메짱           |      | 1971년   | |
| 코죠 에리카          | 1월 3일   | 도쿄도                  | 치요다학원                  | 가족이 고안                     | 오마메짱           |      | 1971년   | |
| 小松美保             | 5월 18일  | 도쿄도                  | 카와무라 학원               | 오노에 쇼로쿠가 명명            | 케이코짱           | 여역 | 1980년   | |
| 코마츠 미호          | 5월 18일  | 도쿄도                  | 카와무라 학원               | 오노에 쇼로쿠가 명명            | 케이코짱           | 여역 | 1980년   | |
| 桜圭子               | 3월 14일  | 야마구치현              | 야마구치츄오고등학교        | 사쿠라우치 요시오가 명명        |                    |      | 1974년   | |
| 사쿠라 케이코        | 3월 14일  | 야마구치현              | 야마구치츄오고등학교        | 사쿠라우치 요시오가 명명        |                    |      | 1974년   | |
| 幸ひとみ             | 3월 23일  | 도쿄도                  | 야마자키학원 후지미고등학교 | 가족이 고안                     | 카-코              |      | 1969년   | |
| 사치 히토미          | 3월 23일  | 도쿄도                  | 야마자키학원 후지미고등학교 | 가족이 고안                     | 카-코              |      | 1969년   | |
| 皐月純               | 5월 12일  | 카나가와현              | 세이비학원                  | 생월 (5월)에서 따옴             | 쿠마               |      | 1974년   | |
| 사츠키 준            | 5월 12일  | 카나가와현              | 세이비학원                  | 생월 (5월)에서 따옴             | 쿠마               |      | 1974년   | |
| 信貴みさお           | 2월 25일  | 오사카부                | 오오타니학원                | 가족이 고안                     | 엔지, 보-야        |      | 1969년   | |
| 시기 미사오          | 2월 25일  | 오사카부                | 오오타니학원                | 가족이 고안                     | 엔지, 보-야        |      | 1969년   | |
| 白樺いずみ           | 7월 7일   | 효고현                  | 아시야여자고등학교          | 가족이 고안                     | 아야코상           |      | 1970년   | |
| 시라카바 이즈미      | 7월 7일   | 효고현                  | 아시야여자고등학교          | 가족이 고안                     | 아야코상           |      | 1970년   | |
| 真珠みはる           | 7월 27일  | 오사카부                | 토요나카 제1중학교          | 가족이 고안                     | 우-짱              |      | 1973년   | |
| 신쥬 미하루          | 7월 27일  | 오사카부                | 토요나카 제1중학교          | 가족이 고안                     | 우-짱              |      | 1973년   | |
| 園生ゆかり           | 7월 5일   | 오사카부                | 바이카 학원                 | 자신이 고안                     | 유키짱             |      | 1968년   | |
| 소노오 유카리        | 7월 5일   | 오사카부                | 바이카 학원                 | 자신이 고안                     | 유키짱             |      | 1968년   | |
| 高嶺みき             | 2월 15일  | 에히메현                | 시노노메학원                | 아버지가 명명                   | 아코짱             |      | 1970년   | |
| 타카네 미키          | 2월 15일  | 에히메현                | 시노노메학원                | 아버지가 명명                   | 아코짱             |      | 1970년   | |
| 環木めぐみ           | 11월 22일 | 오사카부                | 유우히가오카중학교          | 본명                            | 메구미             |      | 1969년   | 츠키미야 리사 (月美也りさ)로 개명 |
| 타마키 메구미        | 11월 22일 | 오사카부                | 유우히가오카중학교          | 본명                            | 메구미             |      | 1969년   | 츠키미야 리사 (月美也りさ)로 개명 |
| 千木たかし           | 11월 21일 | 효고현 고베시           | 세이류고등학교              | 미야노치기와 같이 높고 훌륭하게 | 미유키             |      | 1977년   | |
| 치기 타카시          | 11월 21일 | 효고현 고베시           | 세이류고등학교              | 미야노치기와 같이 높고 훌륭하게 | 미유키             |      | 1977년   | |
| 千歳ひろみ           | 7월 28일  | 오사카부                | 가쿠슈인                    |                                 | 핫코짱             |      | 1970년   | 카미조노 마리 (上園万里)로 개명 |
| 치토세 히로미        | 7월 28일  | 오사카부                | 가쿠슈인                    |                                 | 핫코짱             |      | 1970년   | 카미조노 마리 (上園万里)로 개명 |
| 千花さち代           | 10월 4일  | 사이타마현 와코시       | 토호고등학교                | 자신이 고안                     | 사치요짱           |      | 1978년   | |
| 치바나 사치요        | 10월 4일  | 사이타마현 와코시       | 토호고등학교                | 자신이 고안                     | 사치요짱           |      | 1978년   | |
| 円木理               | 1월 20일  | 카나가와현              | 츠루미여자고등학교          | 자신이 고안                     | 한짱               |      | 1973년   | |
| 츠부라기 마코토      | 1월 20일  | 카나가와현              | 츠루미여자고등학교          | 자신이 고안                     | 한짱               |      | 1973년   | |
| 那須美景             | 10월 26일 | 도쿄도                  | 세이카학원                  | 나스고원에서 따옴               | 쇼핀               |      | 1971년   | |
| 나스 미카게          | 10월 26일 | 도쿄도                  | 세이카학원                  | 나스고원에서 따옴               | 쇼핀               |      | 1971년   | |
| 七津あけみ           | 5월 16일  | 효고현                  | 세이도중학교                | 가족이 고안                     | 쿠미               |      | 1973년   | |
| 나츠 아케미          | 5월 16일  | 효고현                  | 세이도중학교                | 가족이 고안                     | 쿠미               |      | 1973년   | |
| 夏城樹               | 8월 6일   | 효고현                  | 이타미시립고등학교          | 자신이 고안                     | 라비짱             |      | 1973년   | |
| 나츠시로 미키        | 8월 6일   | 효고현                  | 이타미시립고등학교          | 자신이 고안                     | 라비짱             |      | 1973년   | |
| 那ノ宮かほる         | 9월 17일  | 후쿠오카현              | 후타바여학원                | 가족이 고안                     | 쿄우코짱           |      | 1968년   | |
| 나노미야 카오루      | 9월 17일  | 후쿠오카현              | 후타바여학원                | 가족이 고안                     | 쿄우코짱           |      | 1968년   | |
| 花野瀬かすみ         | 9월 6일   | 효고현                  | 무코가와학원                | 지인이 명명                     | 토요코짱           |      | 1975년   | |
| 하나노세 카스미      | 9월 6일   | 효고현                  | 무코가와학원                | 지인이 명명                     | 토요코짱           |      | 1975년   | |
| 濱千尋               | 12월 16일 | 효고현                  | 아시야 여자학원             | 시라이 테츠조가 명명            | 야에코, 메토로     |      | 1972년   | |
| 하마 치히로          | 12월 16일 | 효고현                  | 아시야 여자학원             | 시라이 테츠조가 명명            | 야에코, 메토로     |      | 1972년   | |
| 万鯉たつ美           | 2월 6일   | 도쿄도                  | 준신여자학원                | 가족이 고안                     | 톳토, 스기         |      | 1973년   | |
| 마리 타츠미          | 2월 6일   | 도쿄도                  | 준신여자학원                | 가족이 고안                     | 톳토, 스기         |      | 1973년   | |
| マリアン・サヴェール | 7월 29일  | 카나가와현              | 오비린학원                  | 지인이 명명                     | 마리-              |      | 1968년   | |
| 마리안 사베르        | 7월 29일  | 카나가와현              | 오비린학원                  | 지인이 명명                     | 마리-              |      | 1968년   | |
| 曼珠はるか           | 2월 16일  | 도쿄도                  | 야마와키학원                | 지인이 명명                     | 카나짱             |      | 1970년   | |
| 만쥬 하루카          | 2월 16일  | 도쿄도                  | 야마와키학원                | 지인이 명명                     | 카나짱             |      | 1970년   | |
| 三井魔乎             | 8월 18일  | 도쿄도 나카노구         | 나카노구립 제6중학교        | 성명판단                        | 마코짱             |      | 1979년   | 조카 하나노 쥬리아 (86) |
| 미츠이 마코          | 8월 18일  | 도쿄도 나카노구         | 나카노구립 제6중학교        | 성명판단                        | 마코짱             |      | 1979년   | 조카 하나노 쥬리아 (86) |
| 美濃ゆたか           | 8월 31일  | 도쿄도                  | 짓센여자학원                | 가족이 고안                     | 가이치             |      | 1973년   | 조카 하츠카제 미도리 (74) |
| 미노 유타카          | 8월 31일  | 도쿄도                  | 짓센여자학원                | 가족이 고안                     | 가이치             |      | 1973년   | 조카 하츠카제 미도리 (74) |
| 三原志麻             | 9월 9일   | 대만                    | 고베세이토쿠가쿠엔고등학교  |                                 | 몬사마             |      | 1976년   | 미하라 준 (三原淳)으로 개명 |
| 미하라 시마          | 9월 9일   | 대만                    | 고베세이토쿠가쿠엔고등학교  |                                 | 몬사마             |      | 1976년   | 미하라 준 (三原淳)으로 개명 |
| 雅さち               | 3월 28일  | 오사카부                | 사쿠라즈카고등학교          | 본명                            | 오네짱             |      | 1973년   | |
| 미야비 사치          | 3월 28일  | 오사카부                | 사쿠라즈카고등학교          | 본명                            | 오네짱             |      | 1973년   | |
| 三代まさる           | 1월 3일   | 히로시마현              | 히지야마여자학원            | 존경하는 선생님이 명명          | 아토무, 시호코     |      | 1977년   | |
| 미요 마사루          | 1월 3일   | 히로시마현              | 히지야마여자학원            | 존경하는 선생님이 명명          | 아토무, 시호코     |      | 1977년   | |
| 室町あかね           | 10월 8일  | 도쿄도                  | 야마와키학원                | 지인이 명명                     | 미-코, 코-자이상   |      | 1979년   | 배우 겸 안무가 |
| 무로마치 아카네      | 10월 8일  | 도쿄도                  | 야마와키학원                | 지인이 명명                     | 미-코, 코-자이상   |      | 1979년   | 배우 겸 안무가 |
| 藻刈乙江             | 6월 10일  | 오사카부                | 이케다중학교                | 은사가 명명                     | 요우짱             |      | 1974년   | |
| 모카리 오토에        | 6월 10일  | 오사카부                | 이케다중학교                | 은사가 명명                     | 요우짱             |      | 1974년   | |
| 桃千景               | 2월 20일  | 도쿄도                  | 호센학원                    | 가족이 고안                     | 마미               |      | 1974년   | |
| 모모 치카게          | 2월 20일  | 도쿄도                  | 호센학원                    | 가족이 고안                     | 마미               |      | 1974년   | |
| 八郷幸               |           | 오사카부                | 소우아이고등학교            | 가족이 고안                     | 셋짱               |      | 1968년   | |
| 야자토 사치          |           | 오사카부                | 소우아이고등학교            | 가족이 고안                     | 셋짱               |      | 1968년   | |
| 八十なつみ           | 10월 4일  | 도쿄도                  | 국립음악대학부속고등학교    | 자신이 고안                     | 시게코, 오모코짱   |      | 1969년   | |
| 야소 나츠미          | 10월 4일  | 도쿄도                  | 국립음악대학부속고등학교    | 자신이 고안                     | 시게코, 오모코짱   |      | 1969년   | |
| 八千代まり           | 7월 24일  | 효고현                  | 소우아이고등학교            | 가족이 고안                     | 마리짱, 폿포       |      | 1971년   | |
| 야치요 마리          | 7월 24일  | 효고현                  | 소우아이고등학교            | 가족이 고안                     | 마리짱, 폿포       |      | 1971년   | |
| 由槻かおる           | 7월 6일   | 시즈오카현              | 시즈오카상업고등학교        | 아버지가 고안                   | 후지에             |      | 1968년   | |
| 유츠키 카오루        | 7월 6일   | 시즈오카현              | 시즈오카상업고등학교        | 아버지가 고안                   | 후지에             |      | 1968년   | |
| 弓千晶               | 1월 25일  | 도쿄도                  | 카와무라 학원               | 가족이 고안                     | 요-칭              |      | 1968년   | 가수 마에노 요코 |
| 유미 치아키          | 1월 25일  | 도쿄도                  | 카와무라 학원               | 가족이 고안                     | 요-칭              |      | 1968년   | 가수 마에노 요코 |
| 若竹なほみ           | 7월 14일  | 도쿄도                  | 도쿄학예대학부속중학교      | 가족이 고안                     | 노로짱             |      | 1972년   | |
| 와카타케 나오미      | 7월 14일  | 도쿄도                  | 도쿄학예대학부속중학교      | 가족이 고안                     | 노로짱             |      | 1972년   | |